# Ростральна колона

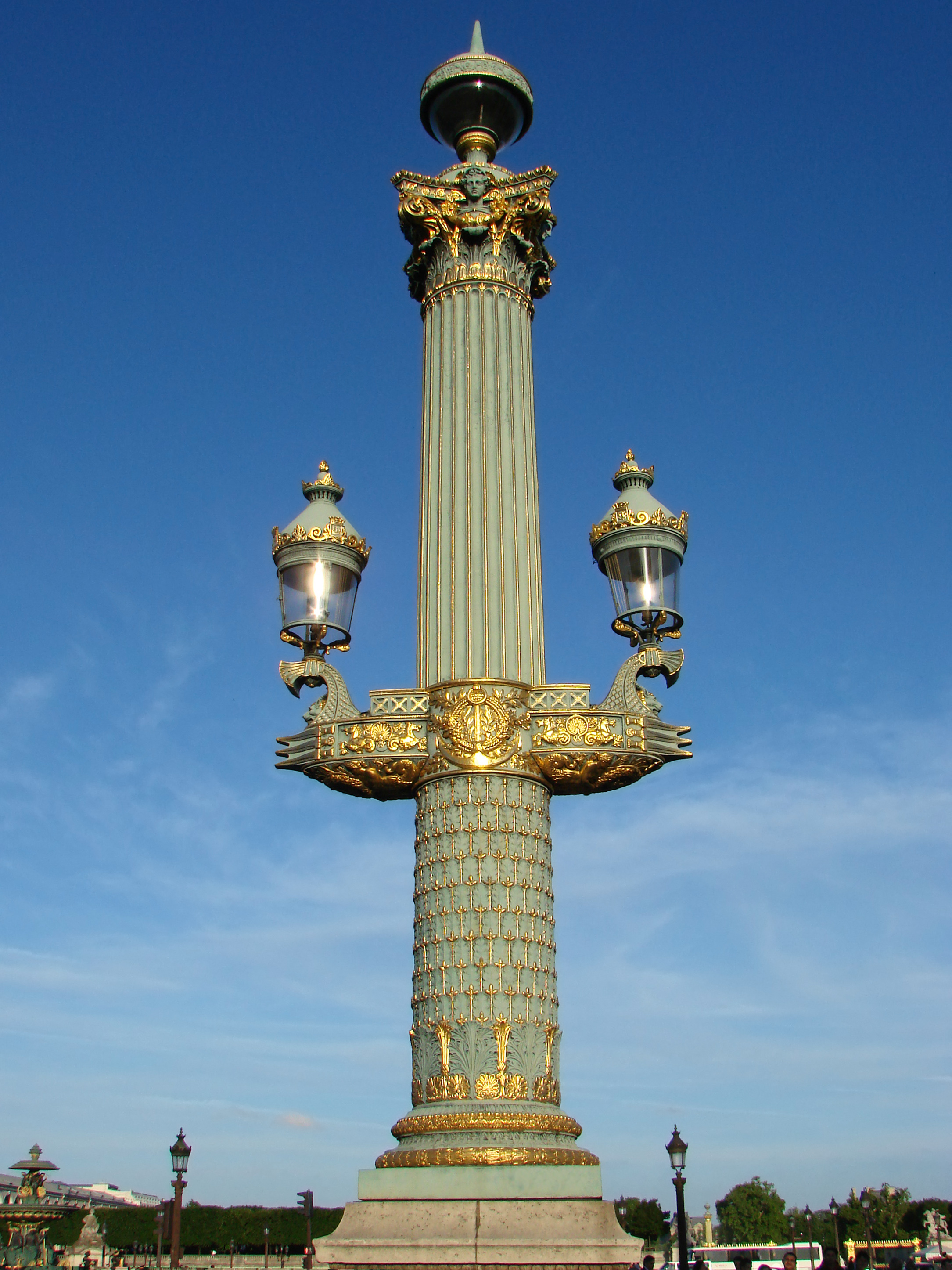
Колона на Площі Згоди

Ростра́льна коло́на — окрема колона, прикрашена носами кораблів (рострами) або їх скульптурними зображеннями. Стародавні греки робили носові частини своїх кораблів у вигляді вістря, тарана. У Стародавньому Римі кораблі прикрашали носовими фігурами левів, драконів, сирен, зображеннями богині перемоги Вікторії, удачі — Фортуни, бога морів Нептуна. Підводні тарани, оббиті міддю, в носовій частині корабля римляни також називали рострами.
У центрі Форуму в 260 р. до н. е. поставили ростральну колону (Columna Rostrata) з рострами кораблів, захоплених в морській битві з карфагенським флотом при Мілах в період 1-ї Пунічної війни. Колона була дерев'яною, оббитою позолоченими бронзовими листами. Від колони зберігся тільки постамент з фрагментом пам'ятного напису. Однак цю колону можна бачити на всіх графічних реконструкціях Римського Форуму.